# Verteidigungsministerium der Vereinigten Staaten

Standarte des Verteidigungsministers

Das Verteidigungsministerium der Vereinigten Staaten (englisch United States Department of Defense, abgekürzt US DoD oder DoD) wurde mit der Verabschiedung des National Security Act durch den US-Präsidenten Harry S. Truman am 26. Juli 1947 zunächst als National Military Establishment ins Leben gerufen und 1949 in United States Department of Defense umbenannt. Das Verteidigungsministerium hat seinen Sitz im Pentagon.
Das Verteidigungsministerium wurde 1947 aus bis dahin selbständigen Ministerien und Einheiten der Streitkräfte gebildet. In ihm wurden dann die ursprünglich eigenständigen Ministerien mit Kabinettsrang für die Landstreitkräfte (United States Department of War) und die Seestreitkräfte (United States Department of the Navy) zu einem gemeinsamen Ministerium zusammengefasst.

## Auftrag
Das DoD ist zuständig für sämtliche Belange der Landesverteidigung. In dieser Funktion ist es verantwortlich für die militärische und finanzielle Planung sowie für die Ausbildung, Ausrüstung, Bereitstellung und Führung der US-Streitkräfte.
Der Verteidigungsminister bildet gemeinsam mit dem Präsidenten als Oberbefehlshaber der Streitkräfte die National Command Authority (NCA), die im Bedarfsfall die Entscheidung über den Einsatz von Kernwaffen fällt.

## Organisation

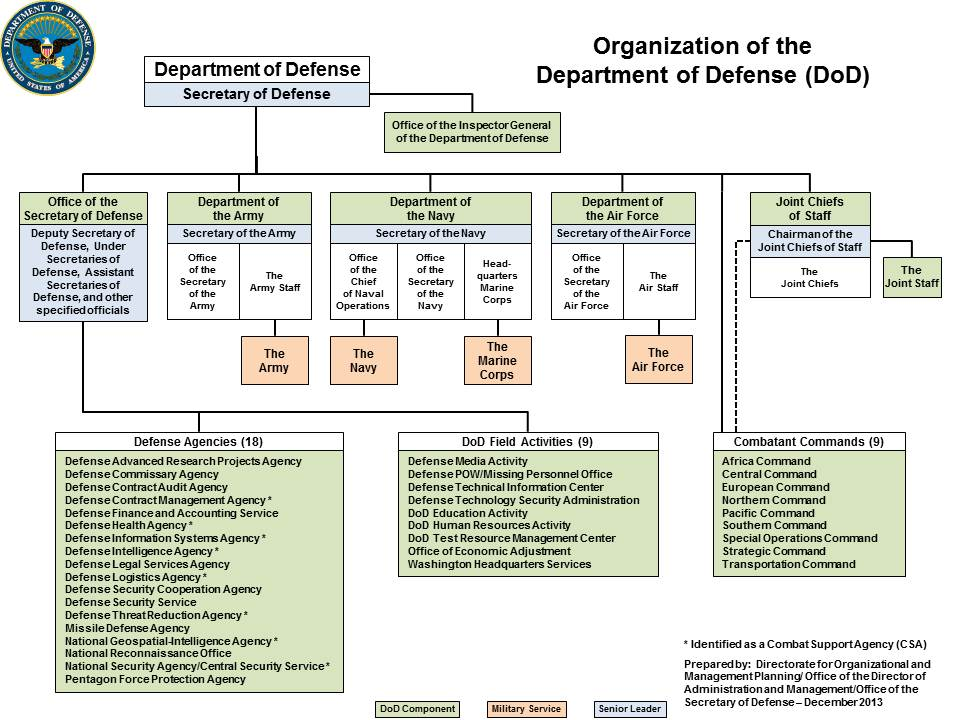
Gliederung des Department of Defense (Stand: Dezember 2013)

### Streitkräfteämter
Das Department of Defense hat für die einzelnen Teilstreitkräfte einzelne Staatssekretäre mit nachgeordneten Fachabteilungen (Departments). Für die US Navy und das US Marine Corps ist das United States Department of the Navy zuständig, für die US Air Force und die US Space Force das United States Department of the Air Force und für die US Army schließlich das United States Department of the Army.
Die Küstenwache untersteht in Friedenszeiten nicht dem Verteidigungsministerium, sondern dem Ministerium für innere Sicherheit. Im Kriegsfall kann sie jedoch dem Department of the Navy unterstellt werden.

### Behörden

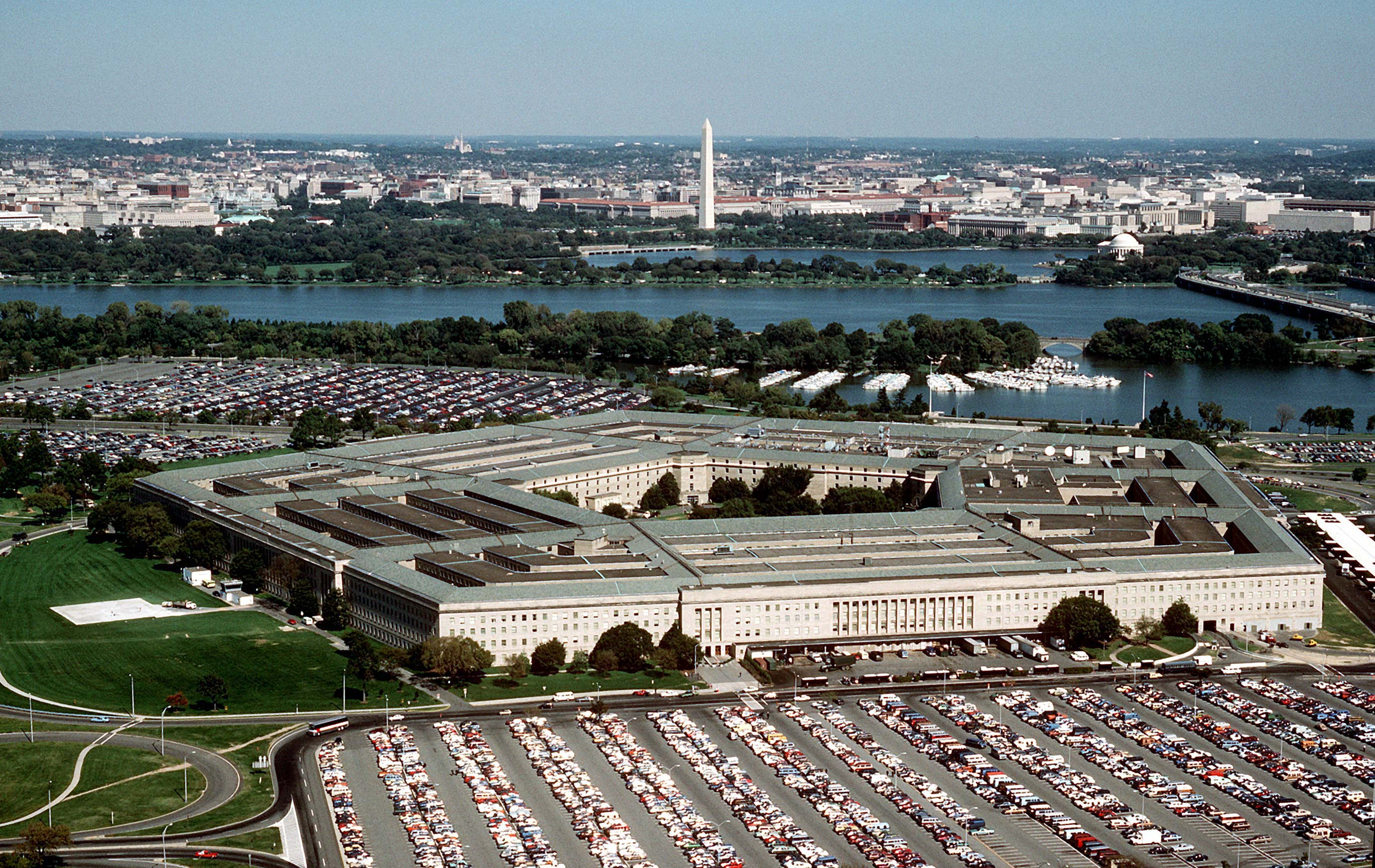
Pentagon, Sitz des DoD

Hinzu kommen diverse subalterne Behörden, die dem DoD unterstehen:
- Business Transformation Agency (BTA)
- Defense Advanced Research Projects Agency (DARPA)
- Defense Commissary Agency (DECA)
- Defense Contract Audit Agency (DCAA)
- Defense Contract Management Agency (DCMA)
- Defense Finance and Accounting Service (DFAS)
- Defense Information Systems Agency (DISA)
- Defense Intelligence Agency (DIA)
- Defense Legal Services Agency (DLSA)
- Defense Logistics Agency (DLA)
- Defense Security Cooperation Agency (DSCA)
- Defense Security Service (DSS)
- Defense Threat Reduction Agency (DTRA)
- Missile Defense Agency (MDA)
- National Geospatial-Intelligence Agency (NGA)
- National Security Agency (NSA)
- Pentagon Force Protection Agency (PFPA)

## Budget

### Ausgaben
Unter dem US-Präsidenten George W. Bush wurde der jährliche Verteidigungsetat der USA permanent angehoben, und auch unter dem Präsidenten Barack Obama stiegen die Ausgaben in seinen ersten zwei Amtsjahren. Erst durch das Ende des Irak-Krieges (2011) sowie die Beendigung der Operation Enduring Freedom in Afghanistan zum Jahresbeginn 2015, nur gefolgt von einem relativ kleinen Engagement in der Operation Resolute Support, wurden Kapazitäten frei, die es ermöglichten, das Budget ab 2012 zu senken – auch wegen der Weltwirtschaftskrise, welche die USA hart getroffen hat.
Das Budget des Haushaltsjahres 2020 belief sich auf 738 Milliarden US-Dollar. Damit ist dieses Budget das drittgrößte in den USA nach dem Budget des Gesundheitsministeriums sowie den Ausgaben für die Sozialversicherung und Sozialhilfe. Nach Mitarbeitern ist das Verteidigungsministerium sogar das größte in den USA, mit etwa zwölfmal so vielen Mitarbeitern wie das Kriegsveteranenministerium, dem nach Mitarbeitern zweitgrößten Ministerium.

### Benennung
Zu beachten sind die unterschiedlichen Betrachtungsweisen des Budgets. Der Begriff military budget schließt auch die Ausgaben für die nationalen Atomwaffen des Department of Energy mit ein. Das reine Streitkräftebudget heißt defense budget.

### Kritik
Bereits seit Jahren kritisieren Offiziere, Analysten und Politiker die Budgetierung des US-Militärs. Sie beklagen, dass die Verstärkung des militärischen Apparates bei aller modernen Strukturierung, Ausbildung und Ausrüstung immer noch nur in den Kategorien des Kalten Krieges stattfindet. Daher fordern sie je nach Zugehörigkeit eine zurückhaltendere Außenpolitik mit entsprechend reduzierten Standorten oder Einsätzen, einen effizienteren Einsatz der Steuermittel oder aber ein revolutionäres Umdenken in der militärischen Planung. Diese soll mehr Vertrauen in die Verbündeten und eine bessere Fixierung auf die Bedrohungen des 21. Jahrhunderts beinhalten. So soll zum Beispiel der Verzicht auf militärische Statussymbole wie Kampfpanzer oder die F-22 die Kosten ebenfalls stark senken können.
In den 1980er-Jahren verfasste der zivile Pentagon-Mitarbeiter Franklin C. Spinney einen dienstlichen Bericht über finanzielle Verschwendung. Franklin Spinney wurde vorgeladen, um am 4. März 1983 vor dem US-Senat auszusagen. Am 7. März 1983 erschien er auf der Titelseite des Time Magazine.
Am 10. September 2001 gab Verteidigungsminister Donald Rumsfeld bekannt, dass sein Ministerium Transaktionen im Wert von etwa 2300 Milliarden Dollar nicht erklären kann. Im Jahr 2016 war der Betrag auf 6500 Milliarden gestiegen, alleine für die Teilstreitkraft Heer. Im November 2022 wurde bekannt, dass das Verteidigungsministerium zum fünften Mal in einer Reihe die gesetzlich erforderliche jährliche Rechnungsprüfung nicht bestanden hatte.